# Black Out – Anatomie einer Leidenschaft
Black Out – Anatomie einer Leidenschaft (Bad Timing) ist ein britisches Filmdrama von Nicolas Roeg aus dem Jahre 1980. Das Liebespaar stellen Theresa Russell in einem ihrer ersten Filme und Art Garfunkel von Simon and Garfunkel dar. Der Film spielt in Wien.

## Handlung
1979 im jahrtausendealten Wien, als der Kalte Krieg gerade aufzutauen beginnt: Eine junge Amerikanerin in ihren Zwanzigern, Milena, wird mit einer Überdosis in nahezu hoffnungsloser Verfassung vom Rettungswagen nachts um ein Uhr in die Notaufnahme eingeliefert. In ihrer Begleitung ist der wenige Jahre ältere Amerikaner Alex Linden, in Forschung und Lehre tätiger Psychoanalytiker. Milena bringt unter der Beatmungsmaske noch heraus: „Stefan, es tut mir leid…“
Alex hatte sie in ihrer Wohnung aufgefunden, sein Auto steht dort noch vor der Tür. Alex bezeichnet sich als „Freund“; er legt Wert darauf, dass sie auch nicht seine Patientin war. Die Polizisten bestehen bei der minutiösen Protokollierung der Ereignisse insbesondere auf genaue Zeitangaben. In nichtchronologischer Form und in kleinteiligen Erinnerungen wird die Beschaffenheit der Amour fou und deren Verlauf deutlich, während Milena auf der Intensivstation liegt, einen Endotrachealtubus und einen Luftröhrenschnitt bekommt und bei Herzstillstand defibrilliert wird.
Milena ist freundlich, extravertiert, „normal“, unordentlich, neigt dem Alkohol zu und ist mit dem älteren Tschechen Stefan in Bratislava verheiratet, den sie immer noch sehr liebt. Sie pendelt durch den Eisernen Vorhang in die kalte Tschechoslowakei und verschwindet mitunter tagelang. Alex, der Intellektuelle, liebt sie mit Leidenschaft, aber bald ermüdet sie ihn auch. Gemeinsam besuchen sie eine Kunstausstellung. Der Psychiater wird zunehmend eifersüchtig, besitzergreifend und drängt auf Scheidung, zieht sich also eine Obsession zu. Alex doziert an der Universität Wien dieser Tage über Wahrnehmung und den archetypischen Beobachter. In Marokko macht er Milena, die zur Zeit Himmel über der Wüste liest, so etwas wie einen Heiratsantrag, aber sie legt zu viel Wert auf ihre Freiheit, und lehnt diesen gewissermaßen ab. Er macht Schluss mit ihr, da sie „genug andere Bekannte“ hat. Überraschenderweise verzweifelt Milena an der Trennung vollkommen und über Wochen hinweg. Sie trinkt sich nächtelang in den Stupor, volltrunken nimmt sie Tabletten und spricht ihm auf den Anrufbeantworter. Nach längerem Zögern setzt er sich ins Auto und fährt zu ihr.
Ein langhaariger Polizist, der selbst fanatische Züge an den Tag legt und akzentfreies Englisch spricht, Inspektor Netusil, nimmt Linden unter die Lupe. Kommunikation zwischen den beiden kann kaum zustande kommen. Netusil ahnt, dass etwas nicht stimmt, und bedrängt Linden immer mehr, mit der Wahrheit herauszurücken. Zuletzt stellt sich durch Zeitvergleich, wegen des überquellenden Aschenbechers und des Senders, der auf dem Autoradio eingestellt war, heraus, dass Alex schon bedeutend früher in der Wohnung eintraf, das Timing also nicht stimmt. Er zögerte so lange, den Rettungswagen zu rufen, da er sie in bewusstslosem Zustand vergewaltigt hat. Weil Milena dann doch überlebt, werden die Ermittlungen eingestellt.

## Kritiken
Verantwortliche bei The Rank Organisation waren von dem fertigen Film alles andere als begeistert. Die Äußerung „ein kranker Film von kranken Menschen für kranke Menschen“ machte die Runde. Rank zog dementsprechend das bekannte Logo vom Filmvorspann zurück, und nahm ihn aus den eigenen Kinos. Dann wurde der Film in den Archiven begraben, bis sich per Medium DVD die Criterion Collection der Sache annahm.
- „Eine tragisch-ironische Geschichte menschlicher Beziehungslosigkeit und Liebesunfähigkeit […] Ein ungewöhnlicher Beitrag zur Problematik der geschlechtlichen Partnerschaft.“ (Lexikon des internationalen Films)[6]

- „ein Beispiel für einen Film, der seiner Zeit voraus war. Was 1980 obskur schien ist heute kristallklar, wir folgen Roegs nichtlinearer Montage mit Leichtigkeit […] die Apotheose des Autorenkinos der 70er“ (Glenn Erickson: Turner Classic Movies)[7]

- „die Fragilität, die von einer Beziehung ausgeht; jede Unterbrechung […] lässt sie flüchtiger wirken. […] Stil und Chronologie springen zwischen Verliebtheit und Depression vor und zurück: Anfang und Ende einer Liebe. […] Nichts passt richtig zusammen, soll es auch nicht.“ (Not Coming to a Theater Near You, 2005)[8]

- „Netusil hat sein eigenes Identitätspuzzle zu lösen. Zum Teil eine Doppelgängergeschichte, eine unvollständige. […] So viele Ambivalenzen im Dasein – so viele Verschiebungen von Operationen auf Wagnis, Wahl und Vorsehung – der vibrierende, fragmentierte Stil des Films entworfen, dieses Spiel zu verkörpern […] Das Fin de Siècle der Wiener Kunstwelt gehört zur emotionellen Textur von Bad Timing, der Kontrast zwischen dem romantischen Schimmer von Gustav Klimt und der psychologischen Dunkelheit von Egon Schiele.“ (Richard Combs: ‚Bad Timing: The Men Who Didn’t Know Something‘ in The Criterion Collection)[9]

- „eine weitere exzellente Studie über die Natur des Menschen […] Der Film interessiert sich nicht dafür, mit Wiens wunderschöner Szenerie Gefühle zu schinden, vielmehr […] externalisiert er die Seelenzustände seiner Figuren damit“ (digitallyOBSESSED.com)[10]

- „Der Film nimmt Züge einer Detektivgeschichte an, in der sich die Tat schrittweise enthüllt, während Roeg uns peinlichst durch die tränenreiche Beziehung geleitet […] die Enthüllung dann ist nicht schockierend, sondern unvermeidlich […] Garfunkel und Russell, in nahezu unmöglichen Rollen, sind außerordentlich eindrucksvoll […] Harvey Keitels Netusil mit einer intensiven Selbstgerechtigkeit, beunruhigend mehr Priester als Polizist, während Denholm Elliott unvorstellbar bewegend spielt“ (Mike Sutton: Screenonline)[11]

- „Hinter allen Filmen steht die Frage nach der Landschaft. Wie können wir meinen, den Geliebten zu verstehen, wenn wir uns noch nicht mal an den Plätzen wohl fühlen? Zum Verdruss vieler Kritiker wagte er sich nie an dieses existentielle Paradoxon heran“ (Lee Hill: ‚Nicolas Roeg‘ in Senses of Cinema, 2002)[12]

- „der Chic des Degenerierten […] Jede Szene aufgenommen mit mindestens einem Auge und einem Ohr auf dem Schneidetisch“ (Variety, 1980)[13]

- „Je nach Toleranzschwelle für kreischende, bettlakenwälzende Performances werden die Hauptfiguren entweder grimmig faszinieren (vielleicht irgendwelche glückliche Erinnerungen an eigene dem Untergang geweihte Partnerschaften hervorrufen), vielleicht amüsieren oder mit aller Wahrscheinlichkeit unglaublich irritieren“ (Ali Catterall: Channel 4 Film)[14]

## Trivia
Autor Udoff strebte mehr Humor im Film an: „Ich wollte so etwas wie humorvoller Antonioni sein.“ Regisseur Roeg drängte hingegen auf mehr Intensität: „Es gab einen gewissen Druck, Garfunkel schwerer zu machen.“
Roeg sagte bezüglich der ersten Begegnung der Protagonisten auf der Party: „Wenn er denn nur etwas früher oder später gegangen wäre. Das ist alles nur Bad Timing […]“ und zu Gesprächspartner Harlan Kennedy: „Es ist eines der Konzepte des Lebens, dass alle Geschichten nur eine große Geschichte sind und an dieser teilhaben.“ (It’s one of the basic concepts of living that stories are one great story of which all stories partake).
An bereits existierender Filmmusik fanden unter anderem Billie Holiday (I’ll be seeing you), Tom Waits (An Invitation to the Blues), Keith Jarrett (The Köln Concert), The Who, Harry Partch und Ludwig van Beethoven Verwendung. Zu Beginn ist am Grenzübergang auf der Brücke über die Donau der Kanon in D-Dur von Johann Pachelbel zu hören.
Die Szenen zu Milena Flahertys Apartment wurden in der Schönbrunner Schlossstraße 2 gedreht. Das Gebäude wurde im Jahr 2014 für ein geplantes Einkaufszentrum abgerissen.
Im Krankenhaus herrscht Rauchverbot, trotzdem wird nicht nur dort fast durchgängig geraucht, was Anlass zu wenigstens einer bösen Kritik gab.
Musiker Jim O’Rourke benannte ein Album nach dem Film.

## Auszeichnungen
- 1980: Toronto International Film Festival: People’s Choice Award für Nicolas Roeg
- 1981: London Critics’ Circle Film Awards: ALFS Award für Nicolas Roeg als Director of the Year
- 1981: Evening Standard British Film Awards: Evening Standard British Film Award für Denholm Elliott als Best Actor